# Batalla de Xuge
La batalla de Xuge (chino: 繻 葛 之 战) fue una batalla que tuvo lugar en 707 a. C., entre el Estado Zheng y la Dinastía Zhou. La derrota de las fuerzas de Zhou, en representación del Hijo del Cielo, destruyó cualquier prestigio residual que todavía conservaba la corte Zhou, desde su establecimiento en Luoyang, y permitió el surgimiento de los estados feudales que caracterizarían el Período de Primaveras y Otoños.
Esta batalla es un ejemplo temprano del empleo de la táctica del movimiento de pinza contra un enemigo.

## Historia
Después de su vuelo hacia el este desde Chengzhou (actual Xi'an) hasta Luoyi (actual Luoyang), los reyes Zhou retenían todavía algo de su prestigio, pero ya no tenían el poder de imponer su voluntad sobre los señores vasallos regionales.
El estado de Zheng había sido uno de los protectores clave de la corte Zhou en Luoyang, moviendo su capital hacia el este, hasta Xinzheng (hoy en día Zhengzhou) y sirviendo como un estado tapón hacia el este. Durante el gobierno del duque Zhuang, Zheng creció fuerte y comenzó a afirmar su independencia, aliándose con Lu y Qi y conquistando otros pequeños vasallos en las Planicies Centrales.
Desde que Zheng se encontraba en las proximidades de la corte Zhou, estas acciones aumentaron la tensión entre las dos potencias. A pesar de ser el jefe supremo nominal, el Rey Ping de Zhou intercambió rehenes con el duque Zhuang en un intento de asegurar la paz, pero esto sólo provocó un aumento de la desconfianza. Cuando el Rey Huan le sucedió en el trono, retiró al duque Zhuang del puesto de ministro de la corte (卿士). En represalia, el duque Zhuang se negó a pagar tributo a la corte Zhou.

### La batalla
En 707 a. C., el Rey Huan finalmente decidió llevar una expedición punitiva contra Zheng. La corte Zhou se había debilitado hasta el punto de que requería una coalición para juntar el ejército requerido, reuniendo varios otros estados feudales de las llanuras centrales contra su enemigo común. Él tomó el mando personal de la columna central; las tropas de Cai y Wey ocupaban el ala derecha, mientras que las tropas de Chen ocuparon el ala izquierda.
El consejero del duque Zhuang, Ziyuan, ofreció el análisis de que las tropas de Chen estaban en desorden debido a la guerra civil, mientras que las tropas de Cai y Wey ya habían sido derrotadas por Zheng antes, y ellos le temían; por lo que sugirió atacar primero las alas, antes de envolver el centro de Zhou. El duque Zhuang aceptó este consejo, y el plan tuvo éxito; las tropas aliadas fueron rápidamente derrotadas en las alas, y el ejército de Zhou fue destruido por un ataque de pinza, con el Rey Huan herido por una flecha en el hombro.

## Consecuencias
La herida del Hijo del Cielo, y el fracaso de una expedición real, destruyó cualquier prestigio restante de la corte Zhou, que alguna vez llegara a tener sobre sus vasallos. La batalla de Xuge confirmó la independencia de facto de los estados feudales y sentó las bases de las luchas hacia la hegemonía. Zhou estaba tan empobrecida por la derrota que, después de la muerte del Rey Huan en 697 a. C., tardó diez años en conseguir los fondos necesarios para celebrar un funeral real adecuado.
El ascenso del estado de Zheng no duró mucho tiempo. El duque Zhuang murió en el año 701 a. C., y sus hijos se enfrentaron en una guerra civil de dos décadas por el trono, lo que debilitó el estado de forma permanente.